# Gmina Oxelösund
Gmina Oxelösund (szw. Oxelösunds kommun) – gmina w Szwecji, położona w regionie administracyjnym (län) Södermanland. Siedzibą władz gminy (centralort) jest Oxelösund.

## Geografia

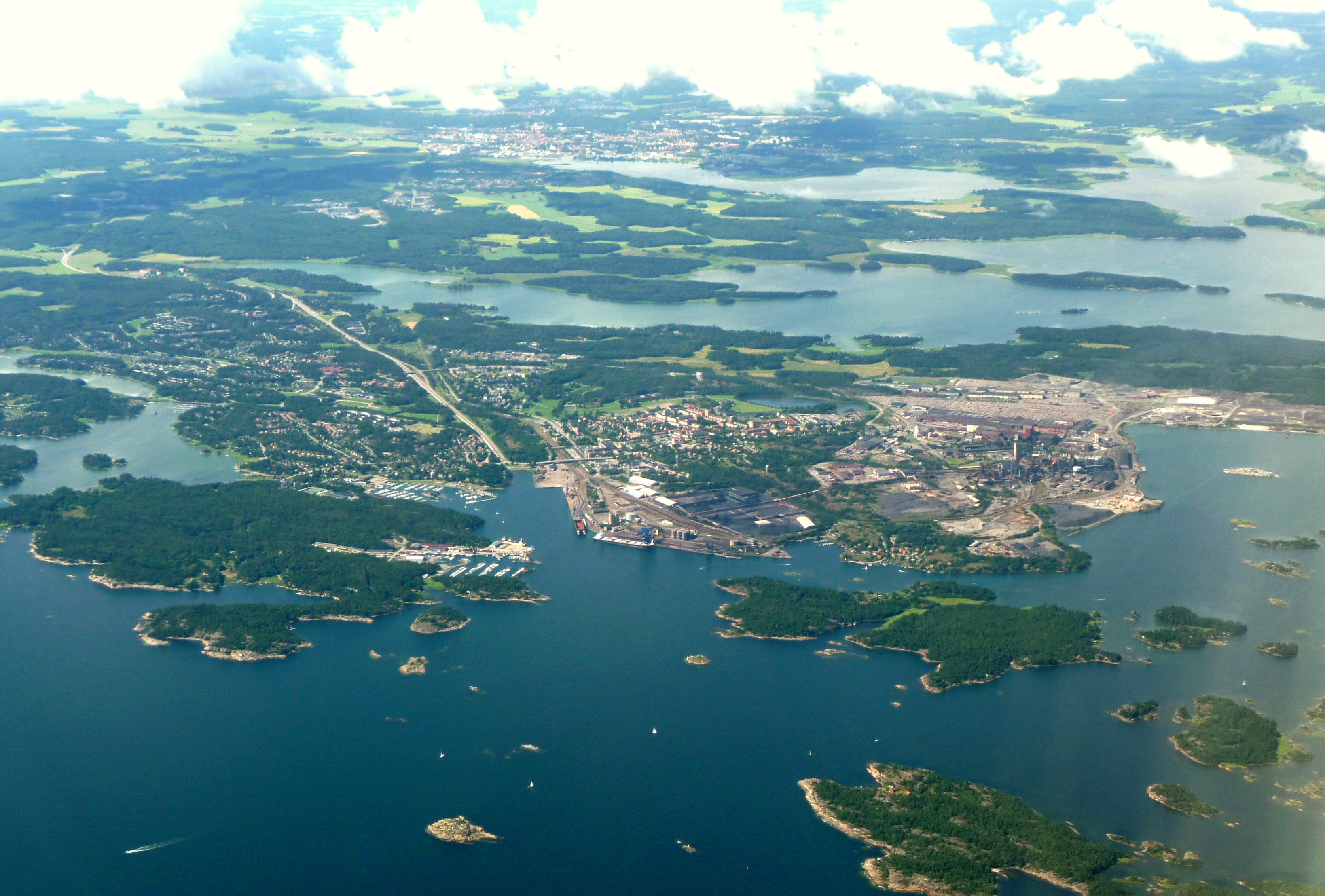
Oxelösund

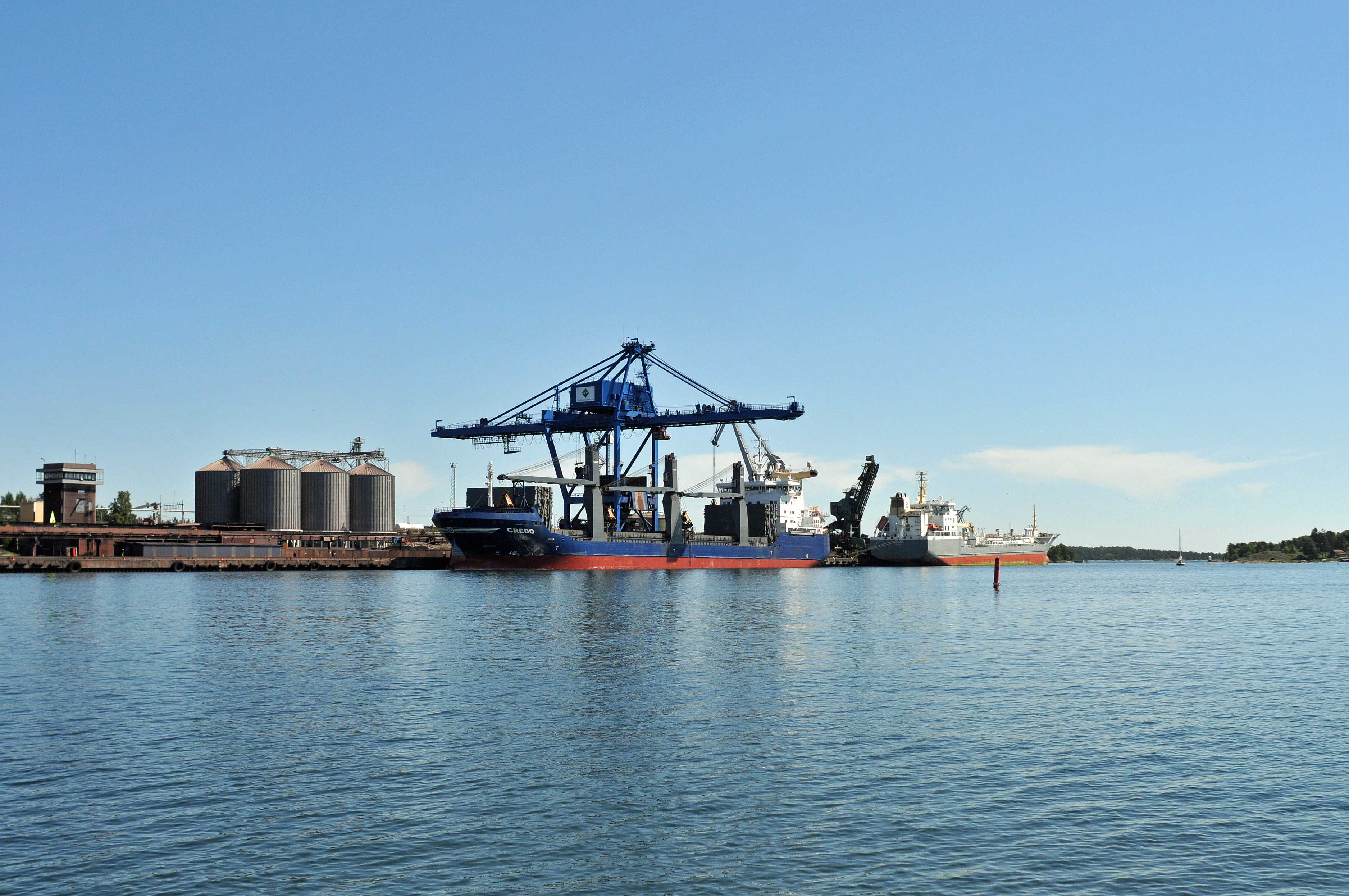
Port w Oxelösund

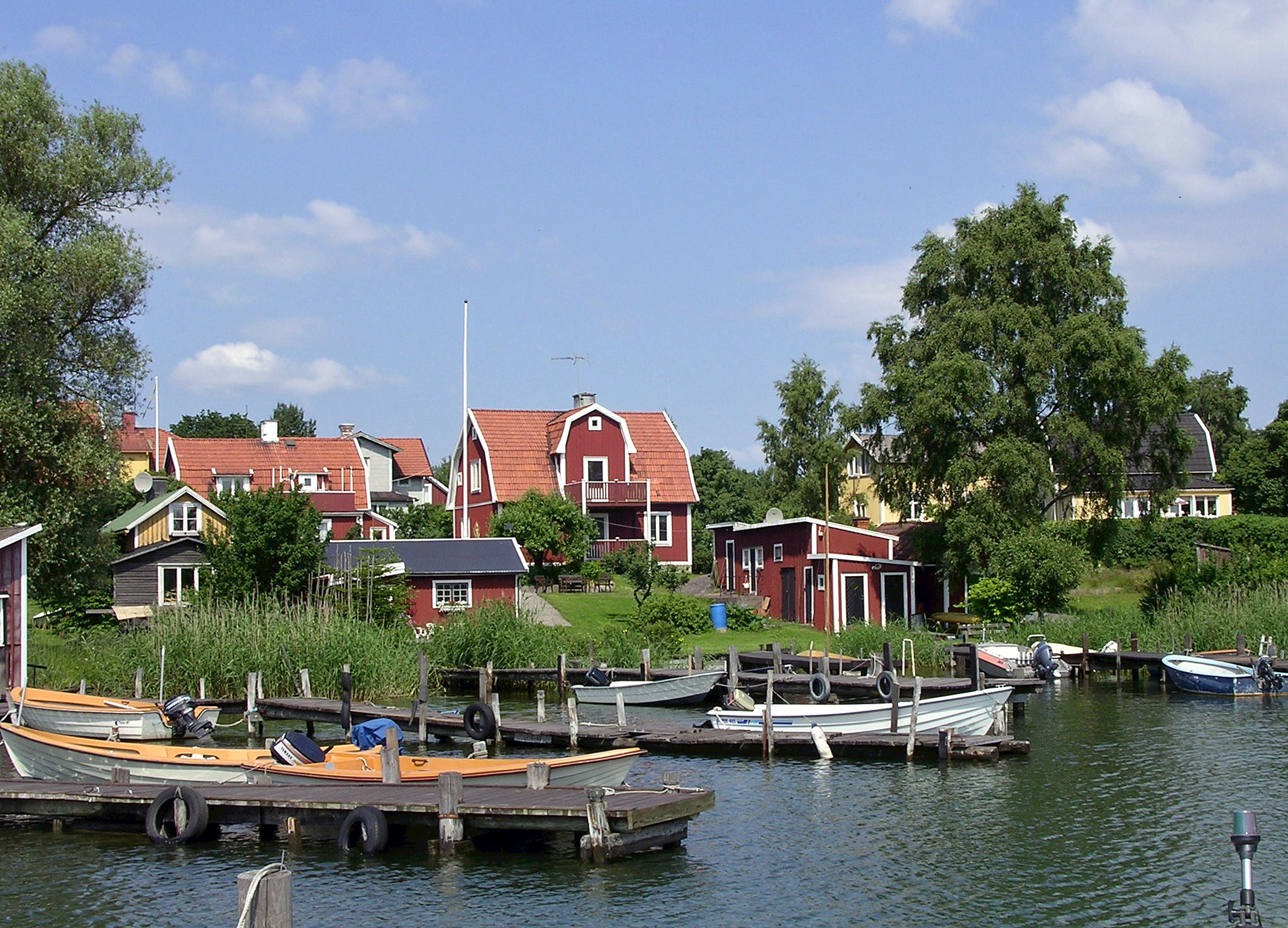
Gamla Oxelösund

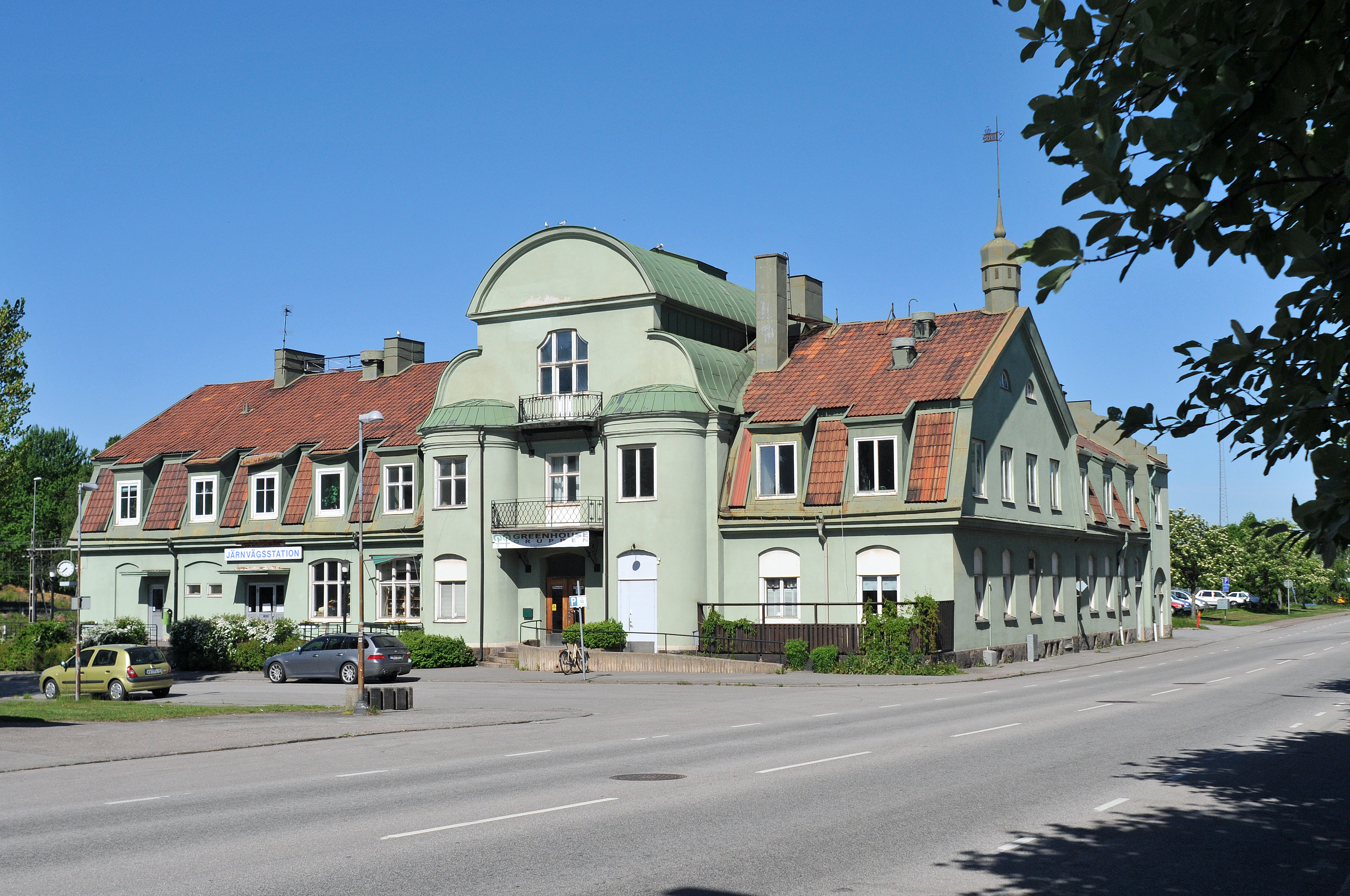
Dworzec kolejowy w Oxelösund

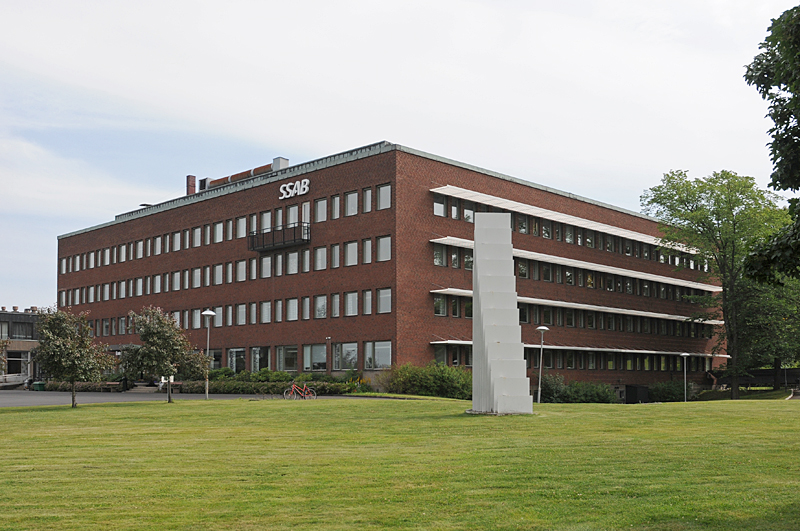
Budynek biurowy SSAB Oxelösund AB

Gmina Oxelösund położona jest we południowej części prowincji historycznej (landskap) Södermanland, na wybrzeżu Morza Bałtyckiego i graniczy na lądzie od strony zachodniej z gminą Nyköping.

### Powierzchnia
Gmina Oxelösund jest 284. pod względem powierzchni z 290 gmin Szwecji. Według danych pochodzących z 2013 r. całkowita powierzchnia gminy (bez obszaru morskiego) wynosi łącznie 35,54 km², z czego:
- 35,39 km² stanowi ląd
- 0,15 km² wody śródlądowe.

Do gminy Oxelösund zalicza się także 711,00 km² obszaru morskiego.

## Demografia
31 grudnia 2013 r. gmina Oxelösund liczyła 11 403 mieszkańców (191. pod względem zaludnienia z 290 gmin Szwecji), gęstość zaludnienia wynosiła 322,21 mieszkańców na km² lądu (23. pod względem gęstości zaludnienia z 290 gmin Szwecji).
Struktura demograficzna (31 grudnia 2013):
| Opis                              | Ogółem    | Ogółem    | Kobiety   | Kobiety   | Mężczyźni | Mężczyźni |
| --------------------------------- | --------- | --------- | --------- | --------- | --------- | --------- |
| jednostka                         | osób      | %         | osób      | %         | osób      | %         |
| populacja                         | 11 403    | 100       | 5612      | 49,22     | 5791      | 50,78     |
| powierzchnia                      | 35,54 km² | 35,54 km² | 35,54 km² | 35,54 km² | 35,54 km² | 35,54 km² |
| gęstość zaludnienia (mieszk./km²) | 322,21    | 322,21    |           |           |           |           |

## Miejscowości
Oxelösund jest jedynym tätortem w granicach gminy (2010):
| # | Miejscowość | Liczba ludności |
| - | ----------- | --------------- |
| 1 | Oxelösund   | 10 870          |

## Wybory
Wyniki wyborów do rady gminy Oxelösund (kommunfullmäktige) 2010 r.:
|  | Partia                        | Liczba głosów | Zmiana liczby głosów | Procent głosów | Zmiana % | Uzyskane mandaty | Zmiana liczby mandatów |
|  | ----------------------------- | ------------- | -------------------- | -------------- | -------- | ---------------- | ---------------------- |
|  | Moderaterna                   | 2149          | +539                 | 28,69          | +5,30    | 9                | +2                     |
|  | Centerpartiet                 | 176           | –35                  | 2,35           | –0,72    | 1                | ±0                     |
|  | Folkpartiet                   | 493           | –5                   | 6,58           | –0,65    | 2                | ±0                     |
|  | Chrześcijańscy Demokraci      | 156           | –29                  | 2,08           | –0,61    | 0                | –1                     |
|  | Socialdemokraterna            | 2932          | –75                  | 39,15          | –4,54    | 12               | –2                     |
|  | Vänsterpartiet                | 842           | +75                  | 11,24          | –0,10    | 4                | ±0                     |
|  | Miljöpartiet                  | 554           | +124                 | 7,40           | +1,15    | 2                | ±0                     |
|  | Sverigedemokraterna           | 178           | +80                  | 2,38           | +0,95    | 1                | +1                     |
|  | Pozostałe partie              | 10            | –67                  | 0,13           | –0,99    | 0                | —                      |
|  | Razem (frekwencja 82,89%)     | 7490          |                      | 100,0          |          | 31               | ±0                     |
|  | Źródło: Valmyndigheten (szw.) |               |                      |                |          |                  |                        |

## Współpraca zagraniczna
Oxelösund jest członkiem Douzelage, organizacji skupiającej gminy partnerskie w ramach Unii Europejskiej (27 gmin w 2014 r.):
| - Agros, Cypr - Altea, Hiszpania - Asikkala, Finlandia - Bad Kötzting, Niemcy - Bellagio, Włochy - Bundoran, Irlandia - Chojna, Polska - Granville, Francja - Holstebro, Dania - Houffalize, Belgia - Judenburg, Austria - Kőszeg, Węgry - Marsaskala, Malta | - Meerssen, Holandia - Niederanven, Luksemburg - Preny, Litwa - Preweza, Grecja - Sesimbra, Portugalia - Sherborne, Wielka Brytania - Sigulda, Łotwa - Siret, Rumunia - Škofja Loka, Słowenia - Sušice, Czechy - Trjawna, Bułgaria - Türi, Estonia - Zwoleń, Słowacja |